# Hypnotisören
Hypnotisören är författarpseudonymen Lars Keplers första kriminalroman om kommissarie Joona Linna. Den utkom 2009 på Albert Bonniers förlag. Den nådde i september 2009 försäljningslistans första plats i Sverige, blev den mest sålda kriminalromanen i Sverige år 2010. Den har kommit ut i sextio länder och är en av de mest sålda svenska kriminalromanerna genom tiderna. 

## Handling
Allt tyder på att en mördare har försökt utplåna en hel familj i Tumba utanför Stockholm. Men trots hundratals knivsår är sonen fortfarande vid liv. Han flyter in och ut ur medvetslöshet och det är omöjligt att hålla regelrätta förhör med honom. Därför tar Joona Linna kontakt med läkaren Erik Maria Bark och övertalar honom om att hypnotisera pojken för att identifiera förövaren. 

## Black Edition
"Hypnotisören – Black edition" utkom 2019 på Albert Bonniers förlag. Det är en helt omskriven version av Hypnotisören som korrigerar många av originalets brister. Tempot har pressats upp, kapitlen är fler och kortare, dialogen är omarbetad, nya scener har tillkommit och Joona Linna har fått en större roll.
Kepler vill att Black edition ska vara den nya officiella Hypnotisören.

## Filmatisering
Hypnotisören filmades under våren 2012 och hade premiär den 28 september 2012. Långfilmen är i regi av Lasse Hallström, med skådespelarna Tobias Zilliacus (Joona Linna), Mikael Persbrandt (hypnotisören Erik Maria Bark), Lena Olin (hypnotisörens hustru Simone) samt Helena af Sandeberg. Hypnotisören var Lasse Hallströms första film på svenska sedan 1987. Filmmanuset är skrivet av Paolo Vacirca utan Lars Keplers medverkan eller godkännande.